# جوسيف فيشر (فيلسوف)
جوسيف فيشر (بالهولندية: Josef Ludvik Fischer)‏ (و. 1894 – 1973 م) هو فيلسوف، وتربوي، ومترجم هولندي، ولد في براغ، توفي في أولوموتس، عن عمر يناهز 79 عاماً.

## جوائز
حصل على جوائز منها:

Order of Tomáš Garrigue Masaryk ‏